# Тулеарски пас
Тулеарски пас (познат и као Котон де Тулеар) је раса малих паса названа по граду Тулеару, на Мадагаскару, одакле води порекло.

## Историја
Претпоставља се да су његови преци стигли на ово острво у 16. веку на португалским и шпанским бродовима или заједно са француским трупама: француски бишони и италијански болоњези. Његово необично крзно је највероватније последица неке генске мутације, јер се никако другачије не може објаснити та појава која га је јасно одвојила од других малих паса који су шетали лукама. У почетку је био пратилац пирата, трговаца и путника, а касније су га приметили и заволели племићи и племкиње. Раса је представљена Европи и Америци тек у другој половини 20. века. У Америку је стигао 1974. године, а у Европу 1977, и то прво у Француску. Популарност пасмине све више расте, али је и данас овај пас мало познат у свету, посебно ван кинолошких кругова. Колико је тулеарски пас цењен говори чињеница да 1974. године Мадагаскар издаје поштанску маркицу са његовим ликом, што потврђује његов статус националног „племићког” пса.

## Карактеристике

### Општи изглед
Мали кућни пас са дугом, памуку сличном длаком, тамним, изражајним, интелигентним, округлим очима. Весео и веома привржен свом власнику.

### Величина
Према стандардима Међународног кинолошког савеза, мужјаци су тежине од 4 до 6 kg а женке од 3,5 до 5 kg. Висина за мужјаке је у опсегу од 25 - 30 cm, и 22 до 27 cm за женке.
Ипак, Амерички клуб тулеарских паса дефинише да тежина не сме прелазити 8,2 kg, док је просечна тежина од 5 до 6,8 kg. Што се тиче висине, стандардна је од 23 до 33 cm изузев ретких дугоногих котона, чија је висина од 38 до 43 cm. Дугоноги котон може бити из легла нормалних родитеља који носе одговарајуће гене.

### Делови тела
Глава пса
Посматрано са стране је кратка, а посматрано одозго троугласта. Однос главе према телу 2:5, а однос лобање према њушци је 9:5.
Зуби
Потпуни, мали бели зуби. Доњи секутићи леже испред, иза или су у истом нивоу са горњим секутићима.
Очи
Округле, тамне, живахне, далеко једно од другог, танки капци, пигментисани као носна печурка.
Уши
Обешене, широке око 6 cm, дуге око 7 cm, танке, троугласте. Усађене високо, фине на врховима. У основи преклопљене, свеједно да ли су прекривене длаком беле боје, или су обојене једном од три могућности: 1. више или мање тамножуте флеке, 2. жуто и црно мелирана длака, 3. неколико црних длака које одају утисак светлосиве флеке.
Врат
Раван, ка глави благо спуштен. Однос врат према телу је 1:5. Дужине је око 8 cm. Заобљен је мишићав и широк око 7 cm. Кожа је напета.
Гребен
Слабо изражен, снажно повезан врат.
Реп
Ниско усађен, дуг око 18 cm, дебео у корену, танак на врху, у мировању допире до испод скочног зглоба, са завијеним крајем.
Шапе
Округле, мале, затворене, добро обликоване, приближно 3 cm. Јастучићи су на средини и добро пигментисани.
Кожа
Танка, на сваком делу добро прилегла. Сме бити пигментисана са сивим, више или мање тамним флекама.
Длака
Фина, дуга око 8 cm, благо таласаста, попут памука, што им и назив казује. Беле је боје, допуштене су неколико флека жуте или више или мање тамносиве, посебно на ушима.

### Нарав
Где год да се појаве тулеарски пси одушевљавају. Котон де Тулеар је пас, који већ на први поглед плени елеганцијом, а одликује га низ изванредних особина. Иза нежног и беспомоћног изгледа крију се велика издржљивост, интелигенција и брзина, што је у потпуној супротности с његовом репутацијом салонског пса. 
Захваљујући свом неодољивом шарму, он врло добро зна да наметне своју вољу и да ради шта му се прохте, само ако му то дозволите, али је исто тако способан да у потпуности схвати потребе свог власника и да буде баш онакав како се од њега очекује. Весео и неодољив, котон спада међу најсимпатичније и најумиљатије псе, као створене за игру и дружење.
Због свог темперамента и смирености, користе се у психологији за смиривање пацијената. Добро су се истакли у тој сврси због чега су постали познати под називом - антистрес пси.

## Савет одгајивача
- Вежбање и шетња: Обожава пространство и може газду да прати километрима. Обавезне су свакодневне шетње, и воли да се игра и да плива.
- Четкање и шишање: Длака тулеара захтева свакодневно пажљиво чешљање. Треба шишати длаку између прстију и у ушима. Крзно не треба шишати. Лиња се врло мало или чак ни мало. Раса је добра за људе алергичне на псећу длаку.[8]

## Здравље
Изузетног су здравља, веома отпорни и нису подложни добијању болести. Важе за једну од здравијих пасмина. Уколико је мешанац, односно није потомак два котона, повремено се могу јавити проблеми са срцем, очима, јетром и леђима.

## Галерија
- Тробојно штене котона
- Штене котона
- Изложбени тулеарски пас